# Крайнова, Яна Сергеевна
Я́на Серге́евна Крайно́ва (28 сентября 1986, Юрмала) — российская актриса театра, кино и телевидения. Получила известность благодаря телесериалу «Дневник доктора Зайцевой».

## Биография
Родилась 28 сентября 1986 года в Юрмале в семье инженеров. 
Училась в школе в Юрмале, а затем в Риге. Окончила музыкальную школу по классу флейты. В 11 классе пошла в рижскую театральную студию Виктора Янсона. Затем отправилась в Москву и поступила во ВГИК. Принимала участие в театральных постановках «Последние», «Три сестры», «Игра в женитьбу», «Дураки» и других. В 2009 году окончила ВГИК (мастерская Владимира Грамматикова).
В кино дебютировала в 2007 году, сыграв эпизодическую роль в фильме Карена Шахназарова «Исчезнувшая империя». Исполнила ряд эпизодических ролей в таких российских фильмах и сериалах, как «Отблески», «Интерны» и других.
В 2012 году сыграла главную роль в телесериале «Дневник доктора Зайцевой», благодаря которой получила широкую известность. Ради роли доктора Саши Зайцевой актрисе пришлось поправиться на 8 килограммов. Однако к началу второго сезона телесериала Яна Крайнова сбросила лишние килограммы.
В декабре 2013 года прошла курс актёрского мастерства в Лос-Анджелесе у известного голливудского коуча Иваны Чаббак.
В октябре 2014 года приняла участие в шоу «Дуэль» на канале «Россия-2».

## Роли в театре
- «…Третье…» — Черубина де Габриак
- «Последние» М. Горький — Надежда
- «Три сестры» А. Чехов — Ольга
- «Игра в женитьбу» (по пьесе Н.Гоголя «Женитьба») — сваха
- «Дураки» Нил Саймон
- «Незваный гость» (по пьесе Л.Филатова «Часы с кукушкой») — жена Лиза

## Фильмография
| Год  | Фильм                         | Роль                                                                 |
| ---- | ----------------------------- | -------------------------------------------------------------------- |
| 2008 | Исчезнувшая империя           | девушка из ресторана (эпизодическая роль)                            |
| 2009 | Отблески                      | Марина, риэлтор (17 серия)                                           |
| 2011 | Дневник доктора Зайцевой      | Александра Зайцева (главная роль)                                    |
| 2011 | Интерны                       | эпизод (88 серия)                                                    |
| 2012 | Дневник доктора Зайцевой 2    | Александра Зайцева (главная роль)                                    |
| 2012 | Ископаемый                    | Алина (главная роль)                                                 |
| 2013 | Долгая дорога                 | Александра Поспелова (главная роль)                                  |
| 2014 | Анжелика                      | Жанна Федоровна Дьяконская (преподаватель)                           |
| 2014 | Высокая кухня                 | Елена Сомова                                                         |
| 2014 | Кровь с молоком               | Василиса                                                             |
| 2014 | Новогодний папа               | Наташа Пронина (главная роль)                                        |
| 2015 | Гражданка Катерина            | Лиза                                                                 |
| 2015 | Квест                         | администратор бара «Фантом» / автоинформатор / координатор           |
| 2016 | На перекрёстке радости и горя | Ольга                                                                |
| 2016 | Так поступает женщина         | Аля Ерохина (главная роль)                                           |
| 2017 | Линия огня                    | Жанна Бежина                                                         |
| 2017 | Любимая                       | Жанна                                                                |
| 2018 | Блестящая карьера             | Наташа Березина                                                      |
| 2018 | Улётный экипаж                | Маша (супруга Никиты Шимана)                                         |
| 2019 | Гадалка                       | Марина, эксперт-криминалист                                          |
| 2019 | Чистая психология             | Инна                                                                 |
| 2019 | Маршруты любви                | Анна                                                                 |
| 2019 | Невеста комдива               | Лариса Морозова                                                      |
| 2020 | Статья 105                    | Екатерина Алексеевна Павленкова, подполковник Следственного комитета |
| 2021 | Контакт                       | Поршнева                                                             |

## Награды и номинации
- Лауреат Премии «Золотой лист — 2009» — Лучшая женская роль (Черубина де Габриак «…Третье…», Надежда «Последние»)[9].
- Лауреат премии фонда им. Герасимова и Т. Макаровой за роль в спектакле «Третье»[2].
- Номинация в конкурсе «Женщина года» — 2012 журнала «Glamour» (в номинации «Дебют года»)[10].